# Европейское научное пространство
Европейское научное (или исследовательское) пространство (англ. European Research Area, ERA) представляет собой систему научно-исследовательских программ интеграции научных ресурсов в Европейском союзе.
ERA является частью более развитой Европейской зоны знаний, в которой главными выступают исследования, образование и инновации.
Таким образом, ERA является частью расширенной Лиссабонской стратегии развития, которая объединяет эти три области в «научный треугольник».
Лучшим средством развития ERA является обмен стратегиями на национальном и региональном уровнях. Ключевым моментом в этом прогрессе является то, что заинтересованные страны и регионы обмениваются опытом, получают практические знания, а также создают взаимосвязь между стратегиями, для обеспечения социальной безопасности исследователей, дополнительных стимуляций частных исследований и инноваций, научного сотрудничества с третьими странами, и тому подобное.